# مونیکا مسا
مونیکا مسا (اسپانیایی: Mónica Messa‎؛ زادهٔ ۷ اکتبر ۱۹۶۶) بازیکن بسکتبال زن اهل اسپانیا بود.
وی در مسابقات کشوری و بین‌المللی در مجموع برندهٔ ۱ مدال طلا شده‌است.